# Мон (Верхняя Гаронна)
Мон (фр. Mons, окс. Monts) — коммуна во Франции, находится в регионе Юг — Пиренеи. Департамент — Верхняя Гаронна. Входит в состав кантона Тулуза-8. Округ коммуны — Тулуза.
Код INSEE коммуны — 31355.

## География

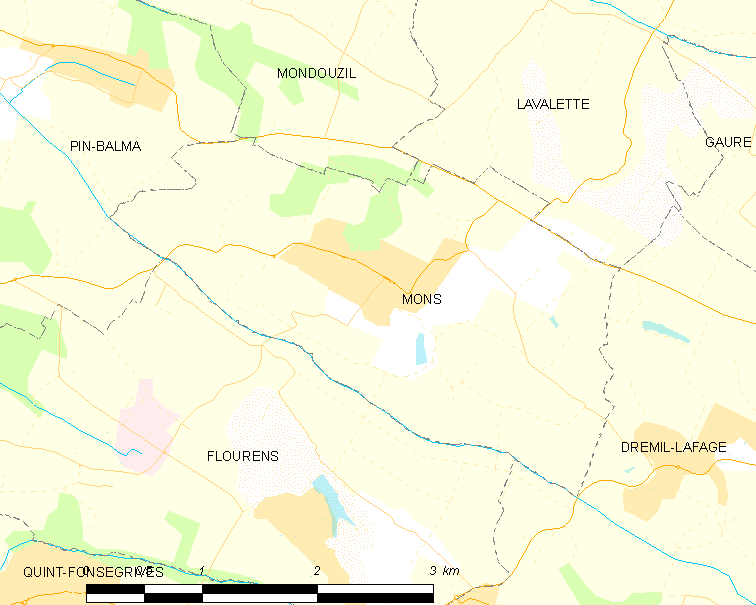
Карта коммуны

Коммуна расположена приблизительно в 590 км к югу от Парижа, в 11 км к востоку от Тулузы.
На юге коммуны протекает река Сейон.

## Климат
Климат умеренно-океанический. Зима мягкая и снежная, весна характеризуется сильными дождями и грозами, лето сухое и жаркое, осень солнечная. Преобладают сильные юго-восточные и северо-западные ветры.

## Население
Население коммуны на 2010 год составляло 1455 человек.
| 1962 | 1968 | 1975 | 1982 | 1990 | 1999 | 2010 |
| ---- | ---- | ---- | ---- | ---- | ---- | ---- |
| 205  | 272  | 460  | 648  | 750  | 1084 | 1455 |

## Администрация
| Период | Период | Фамилия        | Партия        | Примечания |
| ------ | ------ | -------------- | ------------- | ---------- |
| 1989   | 2014   | Жан-Луи Мойе   | Разные правые |            |
| 2014   | 2020   | Вероник Дуатто | Разные левые  |            |

## Экономика
В 2010 году среди 981 человека трудоспособного возраста (15—64 лет) 679 были экономически активными, 302 — неактивными (показатель активности — 69,2 %, в 1999 году было 64,2 %). Из 679 активных жителей работали 645 человек (350 мужчин и 295 женщин), безработных было 34 (13 мужчин и 21 женщина). Среди 302 неактивных 139 человек были учениками или студентами, 71 — пенсионерами, 92 были неактивными по другим причинам.

## Достопримечательности
- Церковь Св. Сатурнина